# 中川智美
中川 智美（なかがわ ともみ、1984年5月5日 - ）は、和歌山放送のアナウンサー。大阪府生まれ、兵庫県育ち。

## 人物
- 和歌山大学在学中に、午後の番組などにアシスタントとして出演。現在は[いつ?]同局のアナウンサーとして活動している。ニックネームは「ともちゃん」であるが、報道番組や広報番組などでは「中川アナウンサー」と呼ばれる。
- 朝や昼のワイド番組のほかに10分のベルト番組、CMなどにも多数出演している。
- 声優・石田彰のファン。『スレイヤーズ』ファンでもある。
- 『痛快! アニメジオ』を担当していたため、アニメに詳しい。番組のアシスタントのほかに、北尾博伸が休みのときには、調整卓を操作しながら番組を進行したこともある（番組がワンマンスタジオであるオレンジスタジオでの収録であるため）。
- 毎年夏の全国高等学校野球選手権和歌山大会実況中継にはリポーターなどで参加していた。
- 2012年5月22日の金環日食の際には、和歌山放送の屋上から生中継を行った。[2]
- 近畿大学生物理工学部の公開講座の司会として日本各地に出張することが多く[独自研究?]、その際にはブログで紹介されることも多い[独自研究?]。
- 2019年9月27日の『しそまるの全開！金曜日』にて、結婚・妊娠していることを報告した。出産•育休を経て復帰。
- 2022年4月1日付けで副部長に昇任した事を4月2日の「らしくあれ！」でチェリーDに明かされた。
- 2022年6月2日「ボックス」の「ちょっとしたものが当たるクイズ」の答えで、2021年度アノンシスト賞「CM部門」優秀賞受賞を発表。
- 2024年6月5日　RCCラジオの『平成ラヂオバラエティごぜん様さま』の水曜パーソナリティ中根夕希アナウンサーの海外研修に伴う「代打まつり」の一環として、他局のレギュラー番組のメインパーソナリティーを務め、横山雄二アナウンサーとのコンビで放送を行った。同番組内で、もともとは声優志望であり、声を使う仕事にあこがれていたと述べ、また、子供時代からKinKi Kidsの大ファンであり、いずれ番組で直接話したいとも述べた。

## 担当番組
- 朝からつれもて
- もっと、つれわか！
- ひるどきっ♪紀州路
- つれもて和歌山
- めざせソムリエール
- 中川智美のマイペースGo on
- ボックス（火・木）
- つながるワイド（金）しそまるの全開！金曜日
- らしくあれ！
- 痛快! アニメジオ
- わたくしの作文
- 県庁だより
- 歌のない歌謡曲
- ラジオで話そう！和歌山市
- つれもて飲もら、キリン
- ワダイのわだい！（和歌山大学の広報番組）
- 安田大サーカスHIROの男じゅく。